# فرودگاه کرستایرس/بیشلس
فرودگاه کرستایرس/بیشلس (به انگلیسی: Carstairs/Bishell's Airport) یک فرودگاه همگانی است که یک باند فرود چمن دارد و طول باند آن ۴۲۷ متر است. این فرودگاه در کشور کانادا قرار دارد و در ارتفاع ۱۰۳۶ متری از سطح دریا واقع شده‌است.